# Arguing with Thermometers
Arguing with Thermometers è un singolo del gruppo musicale britannico Enter Shikari, il terzo estratto dal loro album A Flash Flood of Colour, pubblicato il 9 gennaio 2012.

## Descrizione
In un'intervista di Alternative Press, il cantante Rou Reynolds ha detto: 
Il singolo è stato pubblicato in formato CD, contenente il solo brano originale, e in un formato EP digitale contenente anche dei remix e il video ufficiale.

## Video musicale
Il video ufficiale del brano, diretto da Raul Gonzo per la RSM, ritrae il brano come il discorso di un telegiornalista (interpretato da Rou Reynolds) che denuncia i danni causati al pianeta dalle multinazionali, mentre il batterista Rob Rolfe veste i panni del meteorologo e il chitarrista "Rory" Clewlow  e il bassista Chris Batten quelli dei cameraman.

## Tracce
Testi di Rou Reynolds, musiche degli Enter Shikari.
CD
1. Arguing with Thermometers – 3:24

EP digitale
1. Arguing with Thermometers (Calvertron Remix) – 4:01
2. Arguing with Thermometers (Taz Buckfaster Remix) – 4:49
3. Arguing with Thermometers (Goth-Trad Remix) – 5:04
4. Arguing with Thermometers – 3:24
5. Arguing with Thermometers (Music Video) – 3:52

## Formazione
- Rou Reynolds – voce, tastiera, sintetizzatore, programmazione
- Rory Clewlow – chitarra, voce secondaria
- Chris Batten – basso, voce secondaria
- Rob Rolfe – batteria, percussioni, cori

## Classifiche
| Classifica (2012)          | Posizione massima |
| -------------------------- | ----------------- |
| Regno Unito (rock & metal) | 9                 |
| Regno Unito (independent)  | 37                |